# 納布加博湖
納布加博湖（英語：Lake Nabugabo）是烏干達的湖泊，位於該國南部中部區，由馬薩卡區負責管轄，長8.2公里、寬5公里，面積220平方公里，海拔高度1,180米，距马萨卡约23（14英里）。

### 脚注
1. ↑  .   [2018-07-17]. （原始内容存档于2018-07-18）.

### 其它来源
- . Ramsar Sites Information Service.   [25 April 2018]. （原始内容存档于2018-04-27）.
- About Lake Nabugabo （页面存档备份，存于）
- History of Lake Nabugabo （页面存档备份，存于）